# Josean Bengoetxea
Josean Bengoetxea (San Sebastián, 9 de abril de 1964) es un actor español.
Ha realizado estudios de interpretación en Los Ángeles, Madrid, Sevilla, entre otros. Ha participado en diversos seminarios interpretativos desde mediados de los años ochenta. También trabaja en cine, teatro y televisión.
En 2009, ganó el Premio Chistera al Mejor Actor Masculino en el Festival international du film de Saint-Jean-de-Luz por su interpretación en Ander.

## Filmografía
- Jone, batzuetan (2025)
- Veneno (2020)
- La línea invisible (2020)
- Presunto culpable (2017-18)
- Oreina (2017)
- La zona (2017)
- Errementari (2017)
- El pacto (2017)
- Oro (2016)
- Igelak (2016)
- Que Dios nos perdone (2016)
- El pregón (2016)
- Fe de etarras (2016)
- 13 días de Octubre (2015)
- Loreak (2014)
- Negociador (2014)
- La decisión de Julia (2014)
- Los tontos y los estúpidos (2014)
- Amar es para siempre (2013)
- Lo mejor de Eva (2012)
- Urte berri on, amona! (2011)
- Operación Malaya (2011)
- Balada triste de trompeta (2010)
- Mugaldekoak (2010)
- Celda 211 (2009)
- Euskolegas  (2009)
- Ander (2009)
- Amores locos (2009)
- Mi querido Klikowsky (2008)
- Pilotari  (2007)
- Mujeres en el parque (2006)
- Eutsi! (2006)
- Kutsidazu bidea, Ixabel (2006)
- Skizo (2006)
- Malas temporadas (2005)
- El penalti más largo del mundo (2005)
- Cuéntame cómo pasó (2004-2012)
- Hospital Central (2001-2006)
- El Comisario (2000-2008)
- Yoyes (1999)